# FHXB Friedrichshain-Kreuzberg Museum
Das FHXB Friedrichshain-Kreuzberg Museum ist ein Berliner Bezirksmuseum und versteht sich mit seinem Ausstellungs-, Veranstaltungsprogrammen, Sammlungs-/Archiv- und Vermittlungsangebot als Forum und bewegtes Gedächtnis des Bezirks. Das FHXB Museum ist ein öffentlicher Raum für alle Menschen, unabhängig von jeglichen Herkunfts- und Sozialzuschreibungen. Das Museum ist Teil des Fachbereichs Kultur und Geschichte des Bezirksamtes Friedrichshain-Kreuzberg und befindet sich in der  Adalbertstraße 95a in Kreuzberg in unmittelbarer Nähe des Kottbusser Tors.

## Ausrichtung
Im Fokus der Museumsarbeit stehen soziale Bewegungen, die Stadtentwicklungs-, Industrie- und Migrationsgeschichte. Zudem ist das Museum fachlich für die Erinnerungsarbeit und Gedenkkultur in dem vielfältig geprägten Bezirk zuständig.
Ein zentrales Anliegen der Museumsarbeit ist die Aufarbeitung von bisher unterrepräsentierten Themen und Perspektiven. Dabei zielt das Museum darauf, marginalisierte Positionen in den Mittelpunkt zu stellen, den Protagonismus von Menschen mit Diskriminierungserfahrungen sichtbar zu machen und dadurch Empowerment zu ermöglichen. 
Ausgehend von einer geschichtskritischen Position prägt das FHXB Museum seit mehreren Jahrzehnten die Repräsentationskritik, den musealen Migrationsdiskurs und die postkoloniale Museologie mit. Das Museum ist in aktuelle soziale und politische Entwicklungen des Bezirks involviert und schmiedet immer wieder neue Kollaborationen mit Bewohnern sowie mit lokalen, städtischen und überregionalen Akteuren. Dafür entwickelt es neue Methoden, Ansätze und Formate, wodurch sich das Museum in ständiger Auseinandersetzung und Veränderung befindet.

## Geschichte

### Museen
Das Geflecht der unterschiedlichen historischen Erfahrungen, Lebensentwürfe und Lebensstile, das Nebeneinander der Kulturen und Nationalitäten auf engstem Raum, Widersprüche und Brüche machen den Bezirk Friedrichshain-Kreuzberg nicht nur für historisch Interessierte spannend. Das FHXB Museum dokumentiert die Geschichte dieses Bezirks. Es entstand nach der Fusion der beiden Ortsteile als Zusammenschluss des Kreuzberg Museums mit dem Heimatmuseum Friedrichshain im Jahr 2004.
1978 wurde in Kreuzberg der Verein zur Erforschung und Darstellung der Geschichte Kreuzbergs e. V. gegründet, aus dem 1990 das Kreuzberg Museum für Stadtentwicklung und Sozialgeschichte hervorging. Das Museum wurde im Zuge der 750-Jahr-Feier in West-Berlin gegründet, durch die der Bezirk eine Förderung für die dauerhafte Leitung eines Bezirksmuseums bekam. Krista Tebbe, Leiterin des Kunstamtes Kreuzberg, ernannte ihren Mitarbeiter Martin Düspohl zum Gründungsleiter des Museums. Düspohl war Mitgründer von StattReisen Berlin e. V. und arbeitete jahrelang in Projekten der Berliner Geschichtswerkstatt mit. Düspohl und Tebbe hatten das Ziel, im neuen Museum lokale Alltagsgeschichte mit größeren historischen Zusammenhängen zu verbinden.
Das Heimatmuseum Friedrichshain entstand Ende der 1980er Jahre als Teil des Kulturamtes Friedrichshain. Es befand sich bis 2004 in Räumen der Alten Feuerwache in der Marchlewskistraße 6 in Friedrichshain.
Infolge der Wiedervereinigung Berlins und der Bildung des neuen Bezirks beschloss die Verwaltung die Zusammenlegung der beiden vorherigen Heimatmuseen. 2004 wurden die Räume in Friedrichshain aufgegeben und die Sammlungen der beiden Museen zusammengeführt, es erhielt die Bezeichnung Bezirksmuseum Friedrichshain-Kreuzberg. Als Ausstellungs- und Veranstaltungsort führte das Gebäude an der Adalbertstraße weiter den Namen Kreuzberg Museum.
Am 12. April 2013 wurde das Bezirksmuseum Friedrichshain-Kreuzberg in FHXB Friedrichshain-Kreuzberg-Museum umbenannt.
Martin Düspohl leitete das Museum von der Gründung bis Februar 2017. Seit Februar 2017 ist er Mitglied des kuratorischen Teams der Berlin-Ausstellung im Humboldt Forum. Die neue Leiterin des Museums ist seit Januar 2018 die Migrationsforscherin Natalie Bayer.

### Museumsgebäude
Seit 1990 ist das Kreuzberg Museum in einem ehemaligen Fabrikgebäude an der Adalbertstraße ansässig. Das mehrgeschossige Backsteingebäude mit großzügigen Räumlichkeiten entstand Anfang der 1920er Jahre auf dem Hof eines Wohnhauses zur Produktion von Möbeln (Firma Reinicke & Fähnrich) und von Drahtzäunen (Firma Ritzmann, Inh. Wildenhayn). Die Möbelproduktion wurde bis 1930 spezialisiert auf Polstermöbel, die Drahtzaunfabrik bestand noch bis zum Ende des Zweiten Weltkriegs und stand unter Leitung der Frau des Inhabers.
Das Fabrikgebäude wurde vor der Umnutzung komplett saniert und modernisiert, die freien Flächen, auf denen bis 1970 noch die Wohnhäuser standen, begrünt. Ein gläserner Treppenturm mit Aufzugsanlage ergänzte das Bauwerk, das damit auch barrierefrei ist.

## Ausstellungsbereiche und Veranstaltungen
In der Dauerausstellung Geschichte wird gemacht. Berlin am Kottbusser Tor geht es um die Stadtentwicklung nach 1945, insbesondere um Protestbewegung und Stadtsanierung in Kreuzberg SO 36. Die nach einem früheren Postbezirk (Südost 36) benannte Gegend rund um das Kottbusser Tor stand bis 2003 gut 40 Jahre lang im Fokus der Stadterneuerer. Die oft maroden Gründerzeitbauten sollten abgerissen und durch Gebäude wie das Neue Kreuzberger Zentrum ersetzt werden. In den 1970er und 1980er Jahren formierte sich, initiiert von der Alternativbewegung und der Hausbesetzerszene, ein breiter Protest gegen diese Form der Stadterneuerung.
Die Dauerausstellung entstand in Kooperation mit rund sechzig Anwohnerinnen und Anwohnern und basiert zum Teil auf deren Erinnerungen und Eindrücken. Die Ausstellung befindet sich seit 2022 im Glasturm des Museums. 
Das Kreuzberg Museum erhielt nach der Schließung des Fotoateliers Mathesie, das seit 1945 in der Adalbertstraße 11 ansässig gewesen war, das Archiv der Fotografin Charlotte Mathesie.
Seit Januar 2012 zeigt das FHXB Museum die Ausstellung ortsgespräche. stadt – migration – geschichte: vom halleschen zum frankfurter tor in der zweiten und dritten Etage. Im Mittelpunkt dieser Ausstellung steht die Geschichte von konkreten, alltäglichen Orten im Bezirk als Orte der Migration. Dabei wird die Migration als integraler Bestandteil der Geschichte Friedrichshain-Kreuzbergs begriffen. Im Rahmen der Ausstellung ortsgespräche wurden Besucher und Interessierte dazu eingeladen, eigene Geschichten im Tonstudio des Museums aufzunehmen und den vermittelten Inhalt damit zu erweitern.
In den wechselnden Sonderausstellungen zur Regionalgeschichte ist das Thema ‚Migration‘ immer wieder Schwerpunkt. 2017 und Anfang 2018 zeigte das Museum die Ausstellung Andere Heimaten: Herkunft und Migrationsrouten von Drogenverkäufern in Berliner Parks die der Künstler Scott Holmquist auf Einladung für das Museum entwickelte. Abgeordnete der CDU haben kurz vor der Eröffnung versucht die Ausstellung offiziell zu verhindern.
Das Projekt bekam eine große nationale und internationale Medienaufmerksamkeit und bescherte dem Museum einen nie dagewesenen Besucherandrang.
Auch die besondere Lage Kreuzbergs und Friedrichshains direkt an der Berliner Mauer und die Fusion der beiden ehemaligen West- und Ostbezirke werden thematisiert.
Im Erdgeschoss des fünfgeschossigen Gebäudes befinden sich eine historische Setzerei und eine Druckerei, die für Schülerworkshops und Volkshochschulkurse genutzt werden. Außerdem führt das Museum museumspädagogische Angebote für Kinder, Jugendliche und Erwachsene und thematische Stadtführungen durch.
Für Jugendliche werden die ‚X-Berg-Tage‘ veranstaltet, bei denen junge Kreuzbergerinnen und Kreuzberger, unter anderem mit türkischem und arabischem Migrationshintergrund, Besucher durch das Museum und ihren Bezirk führen.